# Пиревичи (Доброгощанский сельсовет)
Пиревичи (бел. Пірэвічы) — деревня в Доброгощанском сельсовете Жлобинского района Гомельской области Белоруссии.

## География

### Расположение
В 24 км на юг от Жлобина, 72 км от Гомеля, 6 км от железнодорожной станции Мормаль (на линии Жлобин — Калинковичи). На юго-востоке гидрологический заказник «Мох».

## Транспортная сеть
На автомобильной дороге Василевичи — Жлобин. Строения деревянные, усадебного типа.

## История
Основана в начале 1920-х годов переселенцами из соседних деревень на бывших помещичьих землях. В 1932 году жители вступили в колхоз. Во время Великой Отечественной войны 21 житель погиб на фронте. Согласно переписи 1959 года в составе колхоза «Вперед» (центр — деревня Мормаль).

## Население

### Численность
- 2004 год — 1 хозяйство, 2 жителя.

### Динамика
- 1959 год — 77 жителей (согласно переписи).
- 2004 год — 1 хозяйство, 2 жителя.